# Dolichocephala basilicata
Dolichocephala basilicata är en tvåvingeart som beskrevs av Wagner 1995. Dolichocephala basilicata ingår i släktet Dolichocephala och familjen dansflugor.
Artens utbredningsområde är Italien. Inga underarter finns listade i Catalogue of Life.